# Man Bīsheh
Man Bīsheh (persiska: Mīān Bīsheh, من بیشه) är en ort i Iran.   Den ligger i provinsen Khuzestan, i den centrala delen av landet, 500 km söder om huvudstaden Teheran. Man Bīsheh ligger 766 meter över havet och antalet invånare är 269.
Terrängen runt Man Bīsheh är kuperad västerut, men österut är den bergig. Man Bīsheh ligger nere i en dal. Runt Man Bīsheh är det ganska tätbefolkat, med 58 invånare per kvadratkilometer. Närmaste större samhälle är Şeydūn, 5,3 km öster om Man Bīsheh. Omgivningarna runt Man Bīsheh är i huvudsak ett öppet busklandskap.